# 哥白尼21
《哥白尼21》（日語：コペル21），是一份日本兒童科普雜誌，由公文式出版，於1983年4月至1993年3月發行。雜誌名稱是以波蘭天文學家哥白尼加上21世紀來命名。其英語題名COPEL則為宇宙（Cosmos）、海洋（Ocean）、物理（Physics）、能源（Energy）、生命（Life）的英文縮寫。

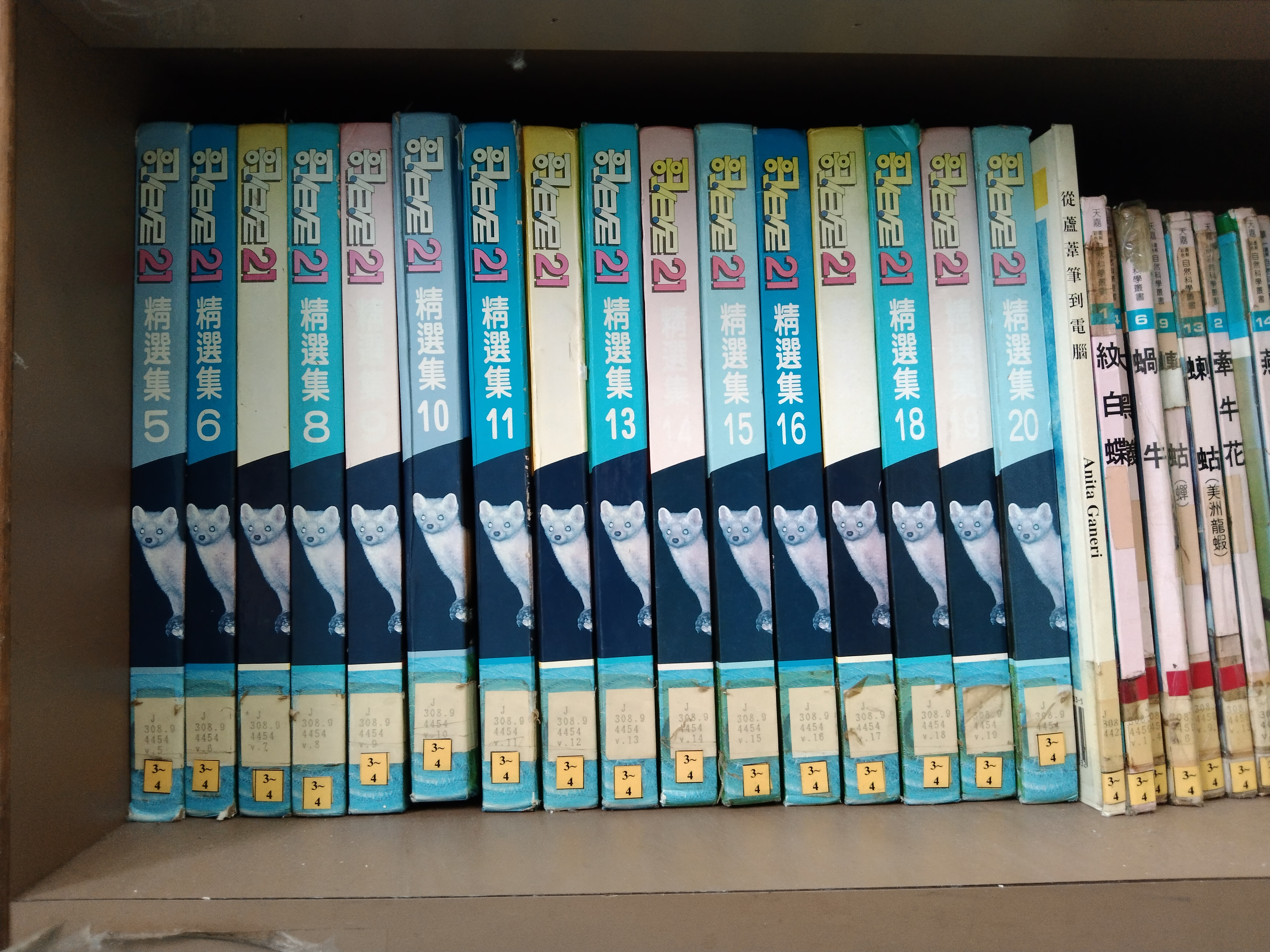
《哥白尼21精選集》，收藏於高雄市立圖書館新興民眾閱覽室

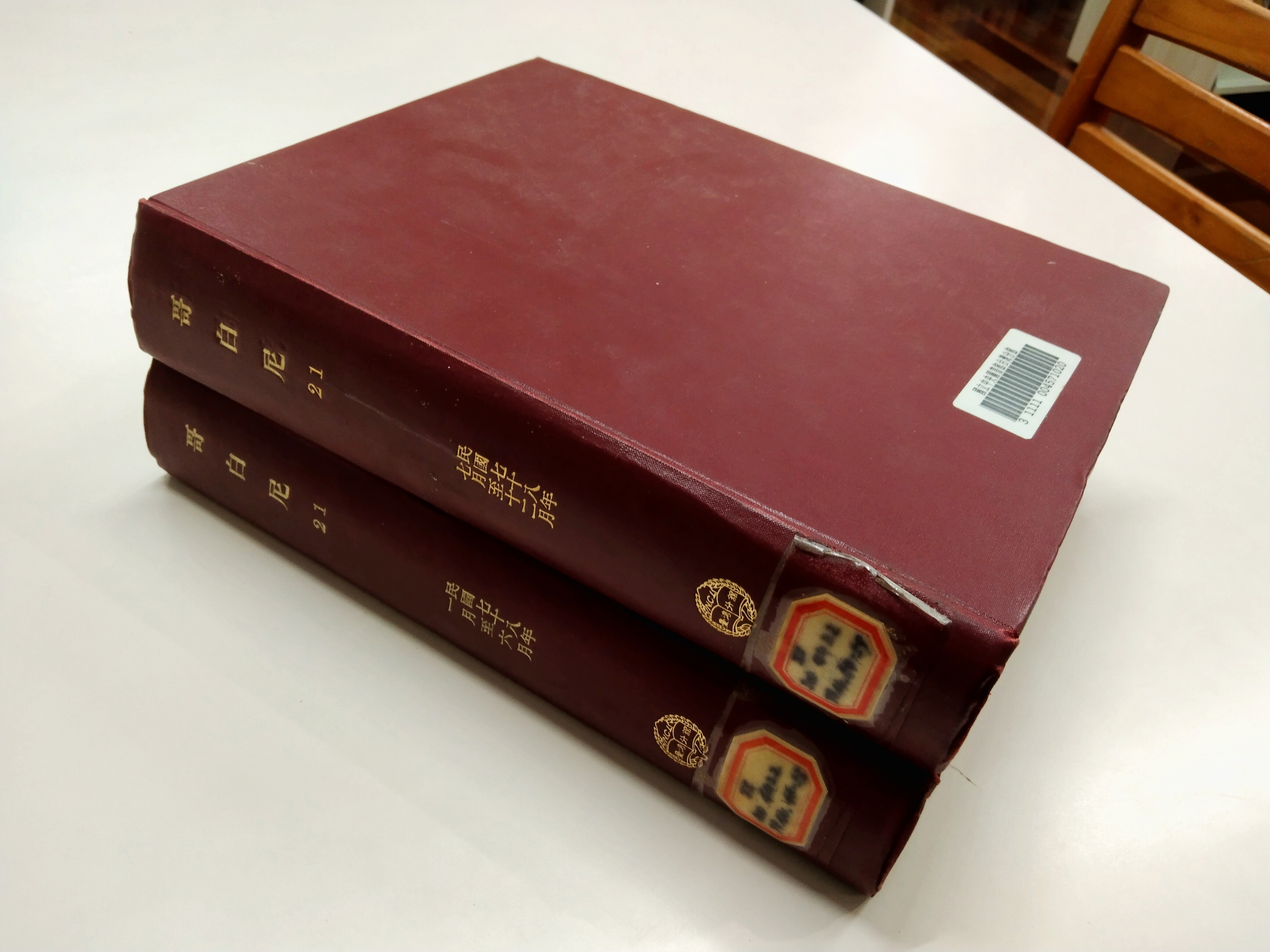
國際中文版《哥白尼21》合訂本，收藏於國立臺灣圖書館

1985年，由台灣新學友書局取得版權，以《哥白尼21少年兒童科學雜誌》之名發行國際中文版，1985年2月創刊，2001年8月停刊，共199期；較後面的中文版期數則是台灣自行編寫。國際中文版內容曾出版精裝合訂本（哥白尼21精選集），並曾建立「哥白尼21科學知識庫」供線上查詢內容。

## 連載內容（節錄）
- 漫畫科學史（まんが科学史），ムロタニツネ象（日语：ムロタニツネ象）作畫
- 兔寶寶數學教室（マシュマロのおいしい算数），みずまちようこ作畫
- 哥白尼記者 運動教室（たなはし記者のスポーツ教室）
- 葉梅與羅強的科學實驗館（ランとロムのかかくなんロールプレイング科学館），さとうたけてる作畫
- 雷達博士的科學研究所（Dr.オーヤマのドキドキ科学講座），大山哲也作畫[6]
- 地球巡邏隊特輯（こちら地球パトロール隊 スペシャル），井上大助（日语：井上大助）作畫
- 趣味科學館
- 頭腦體操
- 哥白尼博士信箱（コペル博士のはてなボックス）
- 宇宙少年俱樂部（宇宙キッドクラブ），讀者投稿專區

## 外部連結
- 哥白尼21科學知識庫（页面存档备份，存于）